# 麗沢商務区駅
麗沢商務区駅（れいたくしょうむくえき、麗沢ビジネス地区駅）は中華人民共和国北京市にある北京地下鉄14号線及び16号線の駅である。大興機場線がここまで延伸する計画もある。

## 歴史
- 2015年12月26日 - 14号線の駅はほとんど開業したが、麗沢商務区駅と周りの地下空間の同時施工がなかなかできず、この時点では着工していない[1]。
- 2016年12月24日 - 本駅、麗沢通り（丽泽路）と周りの地区が2020年9月30日まで同時施工[2][3]。
- 2021年12月31日 - 14号線が開業。
- 2025年1月19日 - 16号線が開業[4]。
- 2026年 - 大興機場線の乗換駅として開業予定[5]。

## 駅構造
14号線と16号線は島式ホームで地下駅。

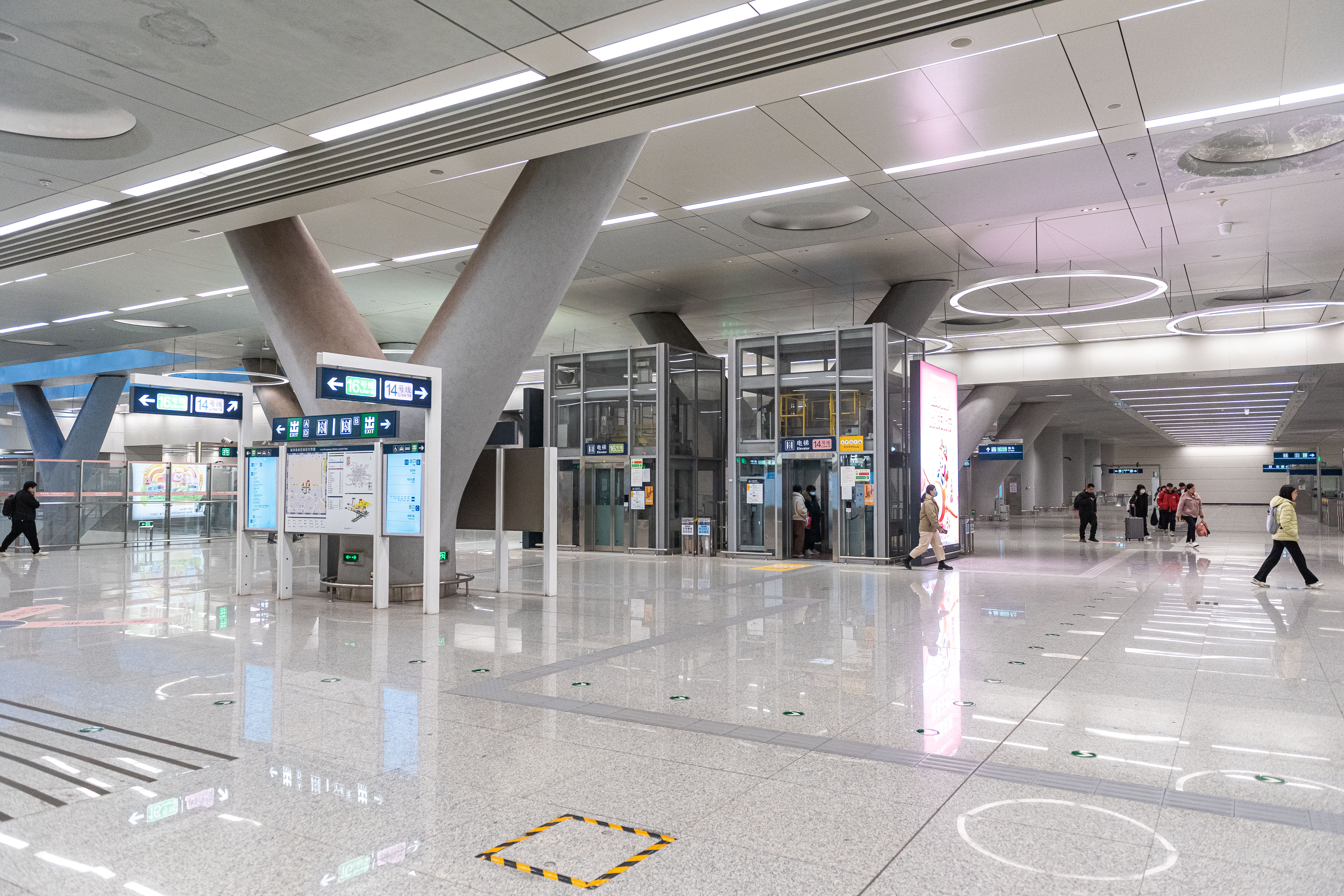
コンコース

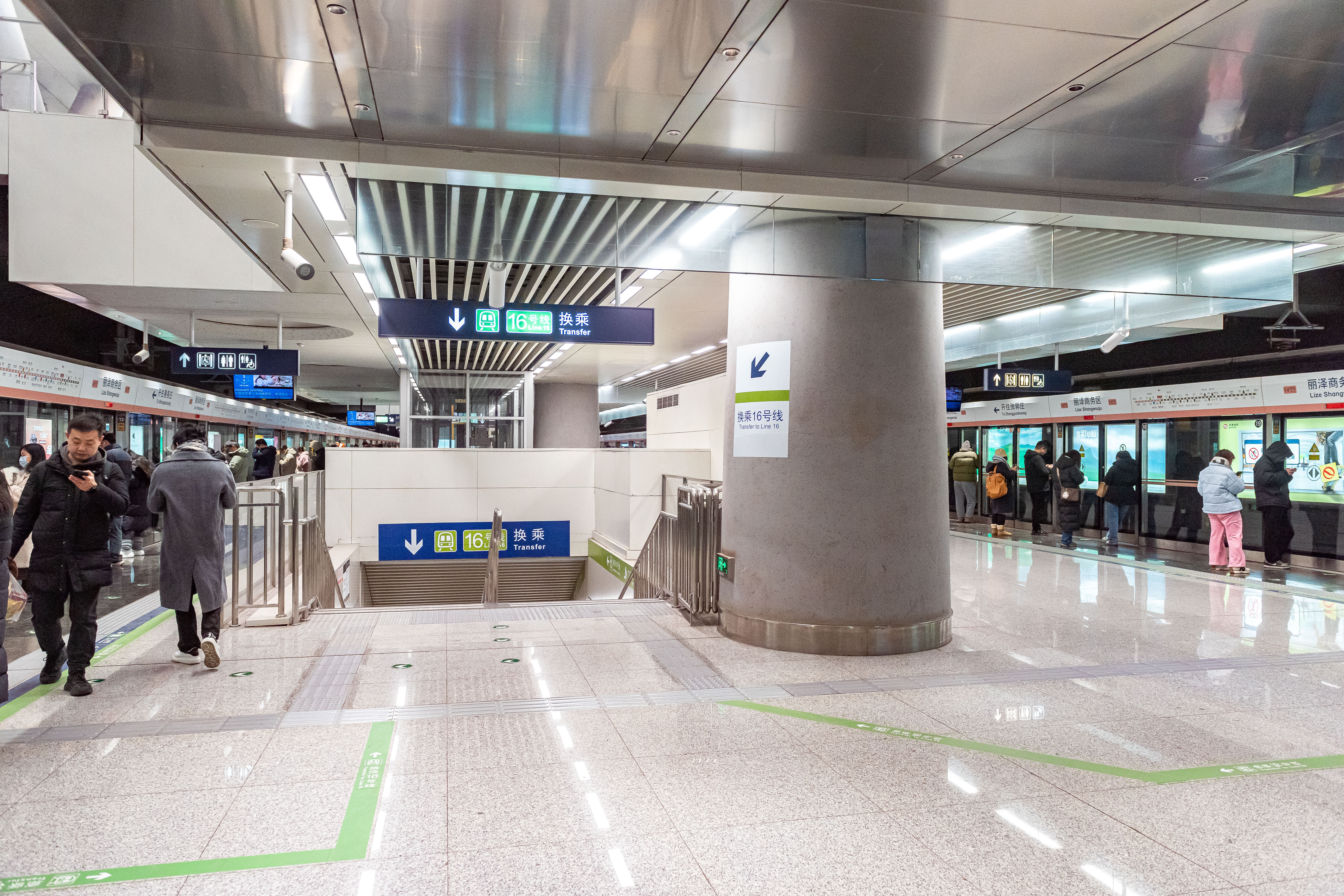
14号線ホーム

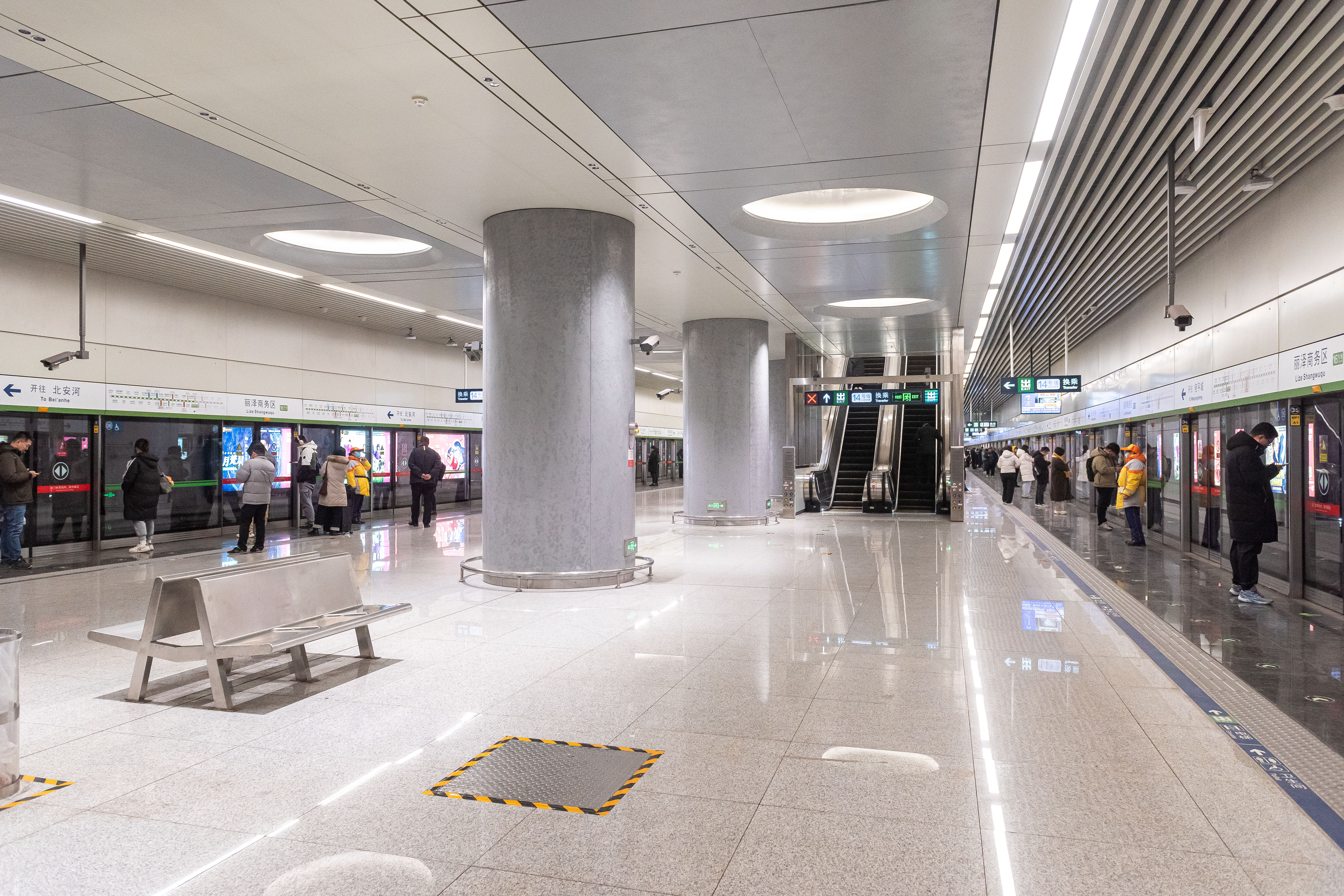
16号線ホーム

地下1階は駅舎、地下二階は14号線ホーム、地下三階は16号線ホーム。両ホーム間は階段があって、14号線から16号線の乗り換えはできる予定。
Y文字型の柱で駅舎階を支えて屋上が天窓があって広い空間効果ができる。このため、防空壕の機能は放棄された。

## 駅周辺
- 麗沢SOHO（中国語版）
- 金唐国際金融ビル
- 竜湖北京麗沢天街

## 隣の駅
■14号線
東管頭駅  - 麗沢商務区駅 - 菜戸営駅
■16号線
紅蓮南路駅  - 麗沢商務区駅 - 東管頭南駅
■大興機場線（工事中）
麗沢商務区駅 - 草橋駅